# Église Notre-Dame-de-l'Assomption d'Escala
L'église Notre-Dame-de-l'Assomption d'Escala est une église catholique située à Escala, dans le département français des Hautes-Pyrénées en France.

## Présentation
La construction de l'église date de 1855 d'après la date inscrite sur une pierre du portail d'entrée.

## Galerie

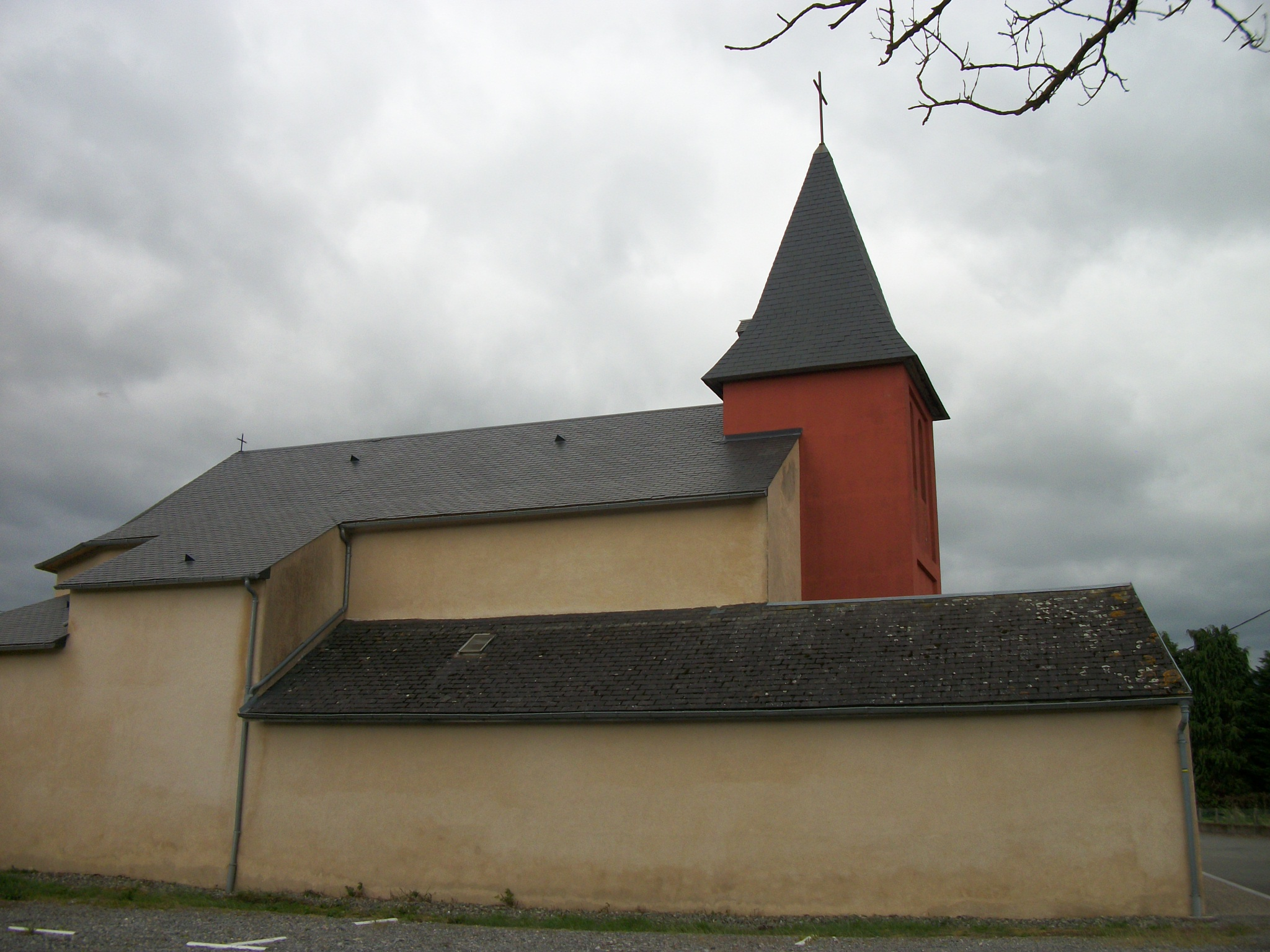
Vue côté nord